# Ставидлянська волость
Ставидлянська волость — адміністративно-територіальна одиниця Чигиринського повіту Київської губернії з центром у містечку Ставидла.
Станом на 1886 рік складалася з 7 поселень, 7 сільських громад. Населення — 5219 осіб (2622 чоловічої статі та 2597 — жіночої), 965 дворових господарств.
|                     | Площа, десятин | У тому числі орної, дес. |
| ------------------- | -------------- | ------------------------ |
| Сільських громад    | 3504           | 3069                     |
| Приватної власності | 7204           | 4418                     |
| Іншої власності     | 138            | 120                      |
| Загалом             | 10846          | 7607                     |

Основні поселення волості:
- Ставидла — колишнє власницьке містечко при річці Сухий Ташлик за 65 верст від повітового міста, 912 осіб, 181 двір, православна церква, школа, 2 постоялих будинки, ярмарок по неділях через 2 тижні.
- Красносілка — колишнє власницьке село при річці Сухий Ташлик, 2678 осіб, 508 дворів, 2 православні церкви, 2 постоялих будинки, лавка.
- Кримки — колишнє власницьке село при ярові Тимошовім, 733 особи, 143 двори, православна церква, постоялий двір, постоялий будинок, цегельний завод.
- Хайнівка (Шпакове) — колишнє власницьке село при річці Сухий Ташлик, 301 особа, 66 дворів, православна церква, школа, постоялий будинок.

Старшинами волості були:
- 1909 року — Пантелій Г. Кучеренко[2];
- 1910—1915 роках — Варлаам Іванович Заболотний[3],[4],[5],[6].